# Pierre Van Roye
Pierre Van Roye, né le 4 mars 1925 dans la Ville de Bruxelles, et mort le 22 mars 2013, est un sénateur belge.

## Biographie
Il a été membre des Amis de la Terre et du parti Ecolo. Il a aussi été un des membres fondateurs de Inter-Environnement de Bruxelles.
De 1981 à 1985, il a servi au Sénat belge, directement élu sénateur de l'arrondissement administratif de Bruxelles.
Il est inhumé au Cimetière de Bruxelles à Evere.

## Source de la traduction
- (nl) Cet article est partiellement ou en totalité issu de l’article de Wikipédia en néerlandais intitulé « Pierre Van Roye » (voir la liste des auteurs).